# Weitmannsee
Der Weitmannsee liegt östlich des Lechs westlich von Kissing im Landkreis Aichach-Friedberg (Schwaben, Bayern).

## Geschichte
Der Weitmannsee entstand durch den Kiesabbau durch die Firma Weitmann. Beim damaligen Abbauverfahren mit einem schwimmenden Eimerkettenbagger arbeitete sich der Bagger Bahn für Bahn ins Gelände. So entstanden sehr unterschiedliche Wassertiefen (max. 6 m). Die über 30 Inseln entstanden durch den Abraum, der beim Baggern einer neuen Bahn mit einem großen Greiferbagger in den See geschüttet wurde.

## Erholungsgebiet
Der durch Kiesabbau entstandene Weitmannsee zwischen Lech und Friedberger Ach ist heute eine großflächige Erholungslandschaft. Ein großer Parkplatz, Bademöglichkeiten für Kinder und Erwachsene, ausgedehnte Liege- und Spielwiesen, Kinderspielplatz, Beach-Volleyball-Feld, Wanderwege, Uferweg (3 km), eine Gaststätte mit öffentlicher WC-Anlage und eine DLRG-Station stehen den Besuchern zur Verfügung. Das Erholungsgebiet ist über die B2 zu erreichen. Kuhsee, Auensee, Ilsesee und Mandichosee befinden sich in der Nähe vom Weitmannsee (am Lech entlang) und sind auch gut mit dem Fahrrad zu erreichen.